# Xã Como, Quận Marshall, Minnesota
Xã Como (tiếng Anh: Como Township) là một xã thuộc quận Marshall, tiểu bang Minnesota, Hoa Kỳ. Năm 2010, dân số của xã này là 39 người.